# 塔爾基
塔爾基是哥倫比亞的城鎮，位於該國西南部，由乌伊拉省負責管轄，距離首府內瓦150公里，始建於1787年7月19日，面積347平方公里，海拔高度796米，2005年人口15,921。
2°06′38″N 75°49′23″W / 2.11056°N 75.82306°W